# Fighter (film)
Fighter (ang. The Fighter) – amerykański biograficzny dramat sportowy w reżyserii Davida O. Russella. Obraz skupia się na życiu profesjonalnego boksera Micky’ego Warda oraz jego starszego brata przyrodniego Dicky’ego Eklunda.
Premiera filmu miała miejsce 10 grudnia 2010 roku. Obraz otrzymał sześć nominacji do Złotych Globów i siedem do Oscara.

## Fabuła
Dicky Eklund (Christian Bale), był niegdyś dobrze zapowiadającym się bokserem, jednak przegrana walka doprowadziła go na skraj przepaści psychicznej i odsiadki w więzieniu. Utrzymanie rodziny spada więc na barki młodszego brata przyrodniego Dicky’ego – Micky’ego (Mark Wahlberg), który sukcesywnie dzięki ciężkiej pracy i uporowi, stał się mistrzem bokserskim. Dicky po zwolnieniu z więzienia, zostaje trenerem młodszego brata, pomagając mu wywalczyć najważniejszy tytuł.

## Obsada
- Mark Wahlberg – Micky Ward
- Christian Bale – Dicky Eklund
- Amy Adams – Charlene Fleming
- Melissa Leo – Alice Ward
- Mickey O’Keefe – on sam
- Jack McGee – George Ward
- Melissa McMeekin – 'Mała Alice' Eklund
- Bianca Hunter – Cathy 'Pork' Eklund
- Erica McDermott – Cindy 'Tar' Ecklund

## Nagrody i nominacje
Oscary 2010
- nagroda: najlepszy aktor drugoplanowy – Christian Bale
- nagroda: najlepsza aktorka drugoplanowa – Melissa Leo
- nominacja: najlepszy film – David Hoberman, Todd Lieberman i Mark Wahlberg
- nominacja: najlepszy reżyser – David O. Russell
- nominacja: najlepszy scenariusz oryginalny – Scott Silver, Paul Tamasy, Eric Johnson i Keith Dorrington
- nominacja: najlepsza aktorka drugoplanowa – Amy Adams
- nominacja: najlepszy montaż – Pamela Martin

Złote Globy 2010
- nagroda: najlepszy aktor drugoplanowy – Christian Bale
- nagroda: najlepsza aktorka drugoplanowa – Melissa Leo
- nominacja: najlepszy film dramatyczny
- nominacja: najlepszy reżyser – David O. Russell
- nominacja: najlepszy aktor w filmie dramatycznym – Mark Wahlberg
- nominacja: najlepsza aktorka drugoplanowa – Amy Adams

Nagrody BAFTA 2010
- nominacja: najlepszy scenariusz oryginalny – Scott Silver, Paul Tamasy i Eric Johnson
- nominacja: najlepszy aktor drugoplanowy – Christian Bale
- nominacja: najlepsza aktorka drugoplanowa – Amy Adams

Nagroda Satelita 2010
- nagroda:najlepszy aktor drugoplanowy – Christian Bale
- nominacja: najlepsza aktorka drugoplanowa – Amy Adams

Nagroda Gildii Aktorów Filmowych 2010
- nagroda: najlepszy aktor drugoplanowy – Christian Bale
- nagroda: najlepsza aktorka drugoplanowa – Melissa Leo
- nominacja: najlepsza obsada filmowa
- nominacja: najlepsza aktorka drugoplanowa – Amy Adams

## Zdjęcia
Zdjęcia do filmu realizowane były na terenie amerykańskich stanów Massachusetts i Kalifornia.